# Le mal ne vient pas de loin
 (décembre 2023).
Pour plus de détails, voir Fiche technique et Distribution.
Le mal ne vient pas de loin  est un long métrage gabonais réalisé par Melchy Obiang et sorti en 2023. Il met en vedette Guy Médard Obiang. Il s'agit du septième long métrage du réalisateur.

## Distribution
- Guy Médard Obiang
- Rellya Michèle Mavikana
- Baderhwa Nyakalera Benoit
- Magandji Bawenda Ornella